# Cisterciënzerabdij van Szczyrzyc
De Cisterciënzerabdij van Szczyrzyc (Pools: Opactwo Cystersów w Szczyrzycu) is een 13e-eeuwse cisterciënzenabdij in Szczyrzyc in de woiwodschap Klein-Polen. Het bouwwerk is een beschermd architectonisch monument.

## Geschiedenis

### 13e-18e eeuw
De abdij is oorspronkelijk in 1234 door Teodor Gryfita nabij Ludźmierz gesticht. De cisterciënzers vestigden zich in 1239, op de vlucht voor de Tataren en op uitnodiging van de bisschop Wisław Zabawa, in Szczyrzyc.
De abdij is tijdens de Tweede Mongoolse invasie van Polen in 1260 geplunderd. In de 14e eeuw bezat de abdij 33 dorpen en de landgoederen van Ludźmierz en Szczyrzyc. Deze privileges waren op 13 juni 1368 door Casimir III van Polen in Krakau geratificeerd.
Het complex is tussen 1620 en 1644 in de barokstijl gerenoveerd. De gotische elementen werden echter wel behouden.

### 18e-21e eeuw
De abdij van Szczyrzyc en die van Mogiła werden gespaard tijdens de Poolse Delingen, maar werden wel gedegradeerd in status, namelijk naar die van priorij, en in de Oostenrijks-Hongaarse congregatie opgenomen. Hierdoor kwam er een einde aan de lange geschiedenis van de cisterciënzers in Szczyrzyc. Het complex zag in de 19e eeuw opnieuw een grote renovatie.
In juli 1918 kreeg de priorij van paus Benedictus XV weer de status van abdij. Het bisdom Krakau heeft na de Tweede Wereldoorlog een poging gedaan om nieuw leven in de abdij te blazen. De cisterciënzers hebben de abdij in 1993 van de Poolse staat gekocht en leven er nog steeds.
De cisterciënzers in deze abdij fokken sinds de middeleeuwen een inheems ras van de koe: de Poolse Rode Koe (of Szczyrzycu).

## Abdijmuseum
Het abdijmuseum is 1957 opgericht en bevat naast religieuze werken ook een militaire collectie.

## Galerij

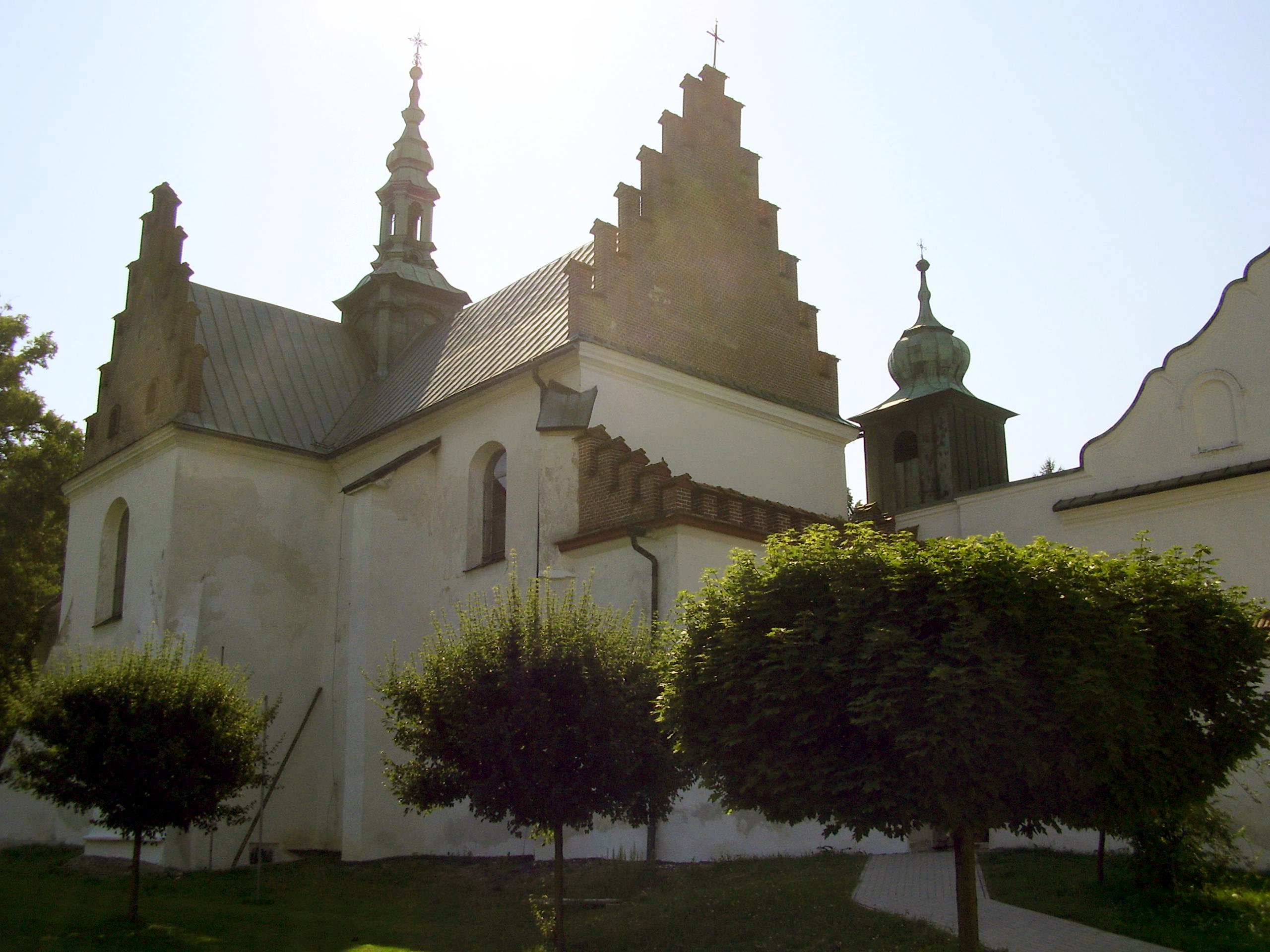
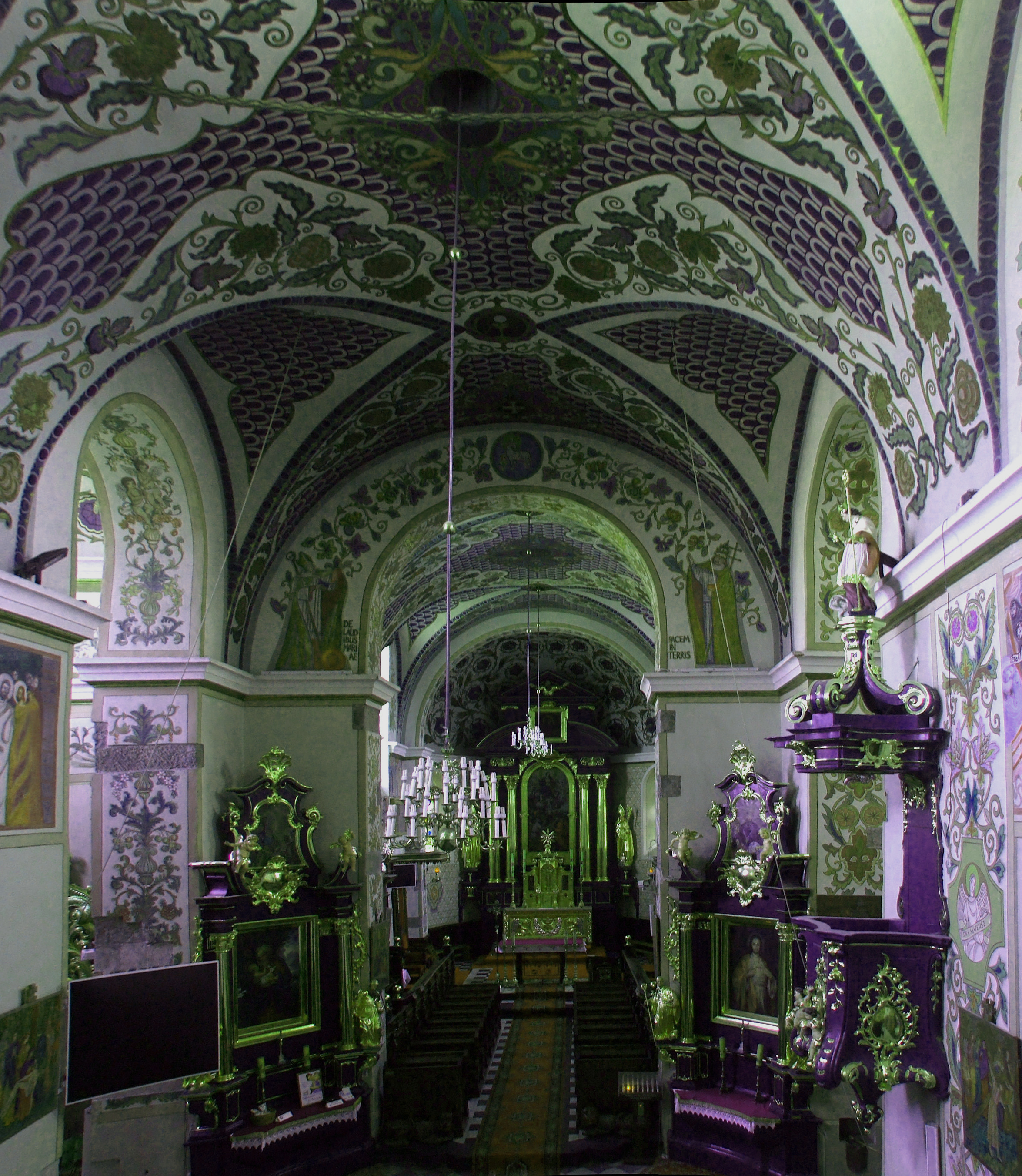
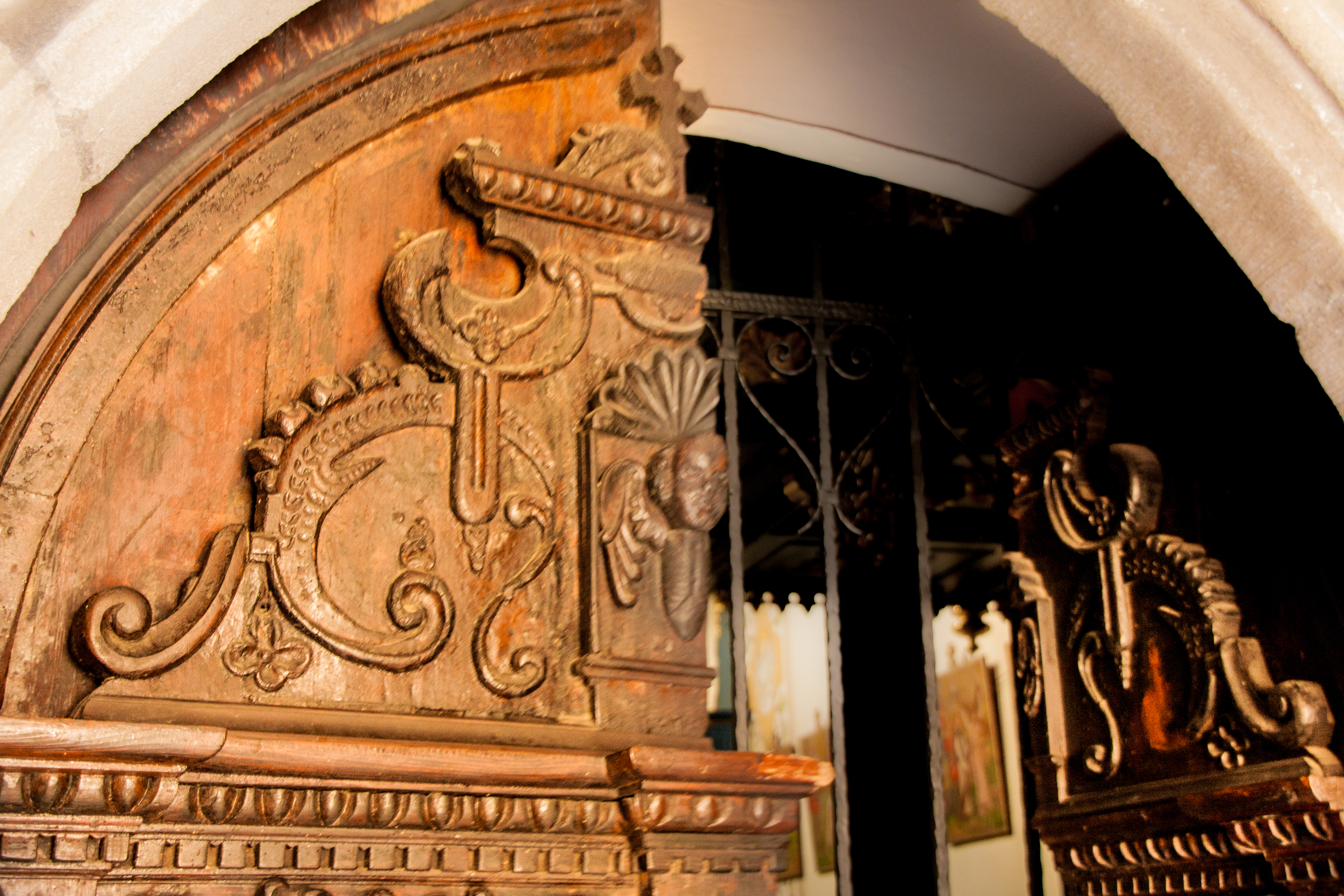

## Abten
- Benedykt Biros[8]